# Saskia Burmeister
Saskia Burmeister (Sydney, 12 febbraio 1985) è un'attrice australiana con origini tedesche.
È nota in Italia soprattutto per aver interpretato Dina Demiris nella serie televisiva per ragazzi Geni per caso e Nikki Caetano nella serie televisiva australiana Sea Patrol.

## Biografia
Figlia di Carsten Burmeister, un fotografo tedesco, e di Leesa Murray, una stilista, Saskia Burmeister cresce a Bellingen nella Mid North Coast del Nuovo Galles del Sud. In seguito, si trasferisce a Sydney dove frequenta la Mosman High School e fa pratica all'Australian Theatre for Young People. Durante la scuola superiore, si esibisce in varie produzioni teatrali, tra cui Blackrock, Il mercante di Venezia e Chapel Perilous.
Nel 2000, recita come comparsa nella serie televisiva Water Rats, interpretando Victoria St. Clair e, nel 2002, partecipa nel film TV The Junction Boys, nel ruolo di Joice.
Il suo primo ruolo sul grande schermo, è quello di Jane Jones nel celebre film del 2003, Ned Kelly, con la regia di Gregor Jordan, al quale prende parte anche Orlando Bloom in un ruolo più importante. Sempre nello stesso anno, Burmeister recita nel film thriller The Pact, dove incontra nuovamente l'attore Jamie Croft, interpretando la sua ragazza, e da qui inizia la storia d'amore tra i due attori.
Nel 2004, la ritroviamo nel film Thunderstruck, un omaggio comico al gruppo musicale degli AC/DC, sotto il ruolo di Chloe, e nel cast principale della serie TV per ragazzi, Geni per caso, vincitrice dell'AFI Awards come "Miglior serie televisiva per ragazzi", dove interpreta Dina Demiris.
Nel 2005, recita come protagonista nel film drammatico Jewboy, impersonando Rivka, nella commedia Hating Alison Ashley, dove, nel ruolo di Erica "Yuk" Yurken, recita al fianco della cantante e attrice australiana Delta Goodrem, venendo nominata per l'Australian Film Institute Award alla "Migliore attrice protagonista", e nel film TV The Glenmoore Job, interpretando Sally. Nello stesso anno, recita come comparsa nella serie televisiva Blue Heelers - Poliziotti con il cuore, ricevendo l'Australian Film Institute Award del 2006 come "Miglior apparizione o attrice non protagonista in una serie televisiva", per la sua esibizione nell'episodio 493, interpretando Ashley Barker.
Nel 2007, è protagonista della serie televisiva per ragazzi Il tesoro delle Fiji, dove interpreta Lily, e prende parte al film The Jammed, apprezzato dalla critica e basato su una storia vera riguardante il traffico di esseri umani, dove interpreta Vanya e viene nominata per il Film Critics Circle of Australia Award alla "Migliore attrice non protagonista"; inoltre, entra nel cast della serie TV drammatica Sea Patrol, nel ruolo del tenente Nikki "Nav" Caetano, dove conosce Lisa McCune, attrice australiana da lei ammirata.
In seguito si trasferisce negli Stati Uniti, a Los Angeles, insieme al compagno Jamie Croft per motivi di lavoro e, il 17 febbraio 2008, dopo otto anni di relazione e uno di fidanzamento ufficiale, i due si sposano all'Athol Hall di Sydney, dove viene invitato anche il cast di Sea Patrol, tra cui Lisa McCune. In seguito, insieme a Croft, parteciperà al film horror First Howl.
Nel 2009 recita nel cortometraggio Kind of Man, nel ruolo di Chloe, esce dal cast di Sea Patrol, terminata la terza stagione, e prende parte al film indipendente Storage, dove impersona Zia.
Nel 2010 è protagonista del cortometraggio Cold Sore, interpretando Jenna. Nello stesso anno, recita con il marito nel film Rampage.
Nel 2012, è in Black & White Sex dove recita come protagonista sia nel film che nella serie; inoltre, recita come comparsa nella terza stagione della serie televisiva Rescue Special Ops e in alcuni episodi della celebre soap opera australiana Home and Away, dove impersona Tegan Callahan.

## Filmografia

### Cinema
- Ned Kelly, regia di Gregor Jordan (2003)
- The Pact, regia di Strathford Hamilton (2003)
- Thunderstruck, regia di Darren Ashton (2004)
- Mary's Child, regia di Robert Carne – cortometraggio (2004)
- Jewboy, regia di Tony Krawitz (2005)
- Hating Alison Ashley, regia di Geoff Bennett (2005)
- The Jammed, regia di Dee McLachlan (2007)
- Kind of Man, regia di Kelly Schilling – cortometraggio (2009)
- Storage, regia di Michael Craft (2009)
- Sunset Over Water, regia di Robert Carne - cortometraggio (2009)
- Cold Sore, regia di Matt Bird – cortometraggio (2010)
- Black & White & Sex, regia di John Winter (2012)
- Min Min, regia di Matt Bird – cortometraggio (2012)
- Little Monsters, regia di Abe Forsythe (2019)

### Televisione
- Water Rats – serie TV, episodio 5x18 (2000)
- The Junction Boys, regia di Mike Robe – film TV (2002)
- Geni per caso (Wicked Science) – serie TV, 26 episodi (2004)
- The Glenmoore Job, regia di Greg Williams – film TV (2005)
- Blue Heelers - Poliziotti con il cuore (Blue Heelers) – serie TV, episodio 12x35 (2005)
- Il tesoro delle Fiji (Pirate Islands: The Lost Treasure of Fiji) – serie TV, 13 episodi (2007)
- Sea Patrol – serie TV, 39 episodi (2007-2009)
- Rescue Special Ops – serie TV, episodio 3x16 (2011)
- Home and Away – serie TV, 14 episodi (2011)
- Underbelly – miniserie TV, episodio 4x05 (2011)
- Tricky Business – serie TV, episodio 1x09 (2012)

## Teatro
- Blackrock
- Il mercante di Venezia
- Chapel Perilous

## Premi e candidature
Australian Film Institute Award
- 2005: Nominata – Miglior attrice protagonista per Hating Alison Ashley
- 2006: Vinto – Miglior apparizione o attrice non protagonista in una serie televisiva per Blue Heelers - Poliziotti con il cuore

Film Critics Circle of Australia Award
- 2008: Nominata – Miglior attrice non protagonista per The Jammed

## Doppiatrici italiane
Nelle versioni in italiano dei suoi film, Saskia Burmeister è stata doppiata da:
- Letizia Scifoni in Geni per caso, Il tesoro delle Fiji
- Giulia Franzoso in Sea Patrol (prima stagione, edizione Hallmark Channel)
- Beatrice Caggiula in Sea Patrol (seconda stagione, edizione Hallmark Channel)
- Perla Liberatori in Sea Patrol (edizione Rai 2)